# Psyllaephagus colposceniae
Psyllaephagus colposceniae är en stekelart som beskrevs av Trjapitzin 1969. Psyllaephagus colposceniae ingår i släktet Psyllaephagus och familjen sköldlussteklar.
Artens utbredningsområde är:
- Kazakstan.
- Turkmenistan.
- Moldavien.

Inga underarter finns listade i Catalogue of Life.